# Nukkumapää
Nukkumapää är en kulle i Finland. Den ligger i Enare kommun och landskapet Lappland, i den norra delen av landet, 1 000 km norr om huvudstaden Helsingfors. Toppen på Nukkumapää är 432 meter över havet.
Terrängen runt Nukkumapää är kuperad åt nordväst, men åt sydost är den platt.  Trakten runt Nukkumapää är nära nog obefolkad, med mindre än två invånare per kvadratkilometer. Närmaste större samhälle är Enare kyrkby, 10,5 km norr om Nukkumapää. 